# Dennis Sveum
Dennis Sveum ist ein ehemaliger US-amerikanischer Eiskunstläufer, der im Eistanz startete.
Seine Eistanzpartnerin war Kristin Fortune. Mit ihr nahm er 1965 und 1966 an Weltmeisterschaften teil. 1966 in Davos wurden sie Vize-Weltmeister hinter den Briten Diane Towler und Bernard Ford.

## Ergebnisse

### Eistanz
(mit Kristin Fortune)
| Wettbewerb / Jahr                | 1965 | 1966 |
| -------------------------------- | ---- | ---- |
| Weltmeisterschaften              | 5.   | 2.   |
| US-amerikanische Meisterschaften | 1.   | 1.   |

| Personendaten    | Personendaten                    |
| ---------------- | -------------------------------- |
| NAME             | Sveum, Dennis                    |
| KURZBESCHREIBUNG | US-amerikanischer Eiskunstläufer |
| GEBURTSDATUM     | 20. Jahrhundert                  |